# Tour de France de 1951
O Tour de France 1951 foi a 38º Volta a França, teve início no dia 4 de Julho e concluiu-se em 29 de Julho de 1951. A corrida foi composta por 24 etapas, no total mais de 4690 km, foram percorridos com uma média de 32,949 km/h.

## Resultados

### Classificação geral
| Pos | Nome              | País    | Equipa | Tempo        |
| --- | ----------------- | ------- | ------ | ------------ |
| 1   | Hugo Koblet       | Suíça   |        | 142h 20' 14" |
| 2   | Raphaël Géminiani | França  |        | 22' 00"      |
| 3   | Lucien Lazarides  | França  |        | 24' 16"      |
| 4   | Gino Bartali      | Itália  |        | 29' 09"      |
| 5   | Stan Ockers       | Bélgica |        | 32' 53"      |
| 6   | Pierre Barbotin   | França  |        | 36' 40"      |
| 7   | Fiorenzo Magni    | Itália  |        | 39' 14"      |
| 8   | Gilbert Bauvin    | França  |        | 45' 53"      |
| 9   | Bernardo Ruiz     | Espanha |        | 45' 55"      |
| 10  | Fausto Coppi      | Itália  |        | 46' 51"      |

### Etapas
| Etapa | Percurso                              | km      | Vencedor da etapa | Líder classificação geral |
| 1ª    | Metz - Reims                          | 185     | Giovanni Rossi    | Giovanni Rossi            |
| 2ª    | Reims - Gent                          | 228     | Jean Diederich    | Jean Diederich            |
| 3ª    | Gent - Le Tréport                     | 219     | Georges Meunier   | Jean Diederich            |
| 4ª    | Le Tréport - Paris                    | 188     | Roger Lévêque     | Jean Diederich            |
| 5ª    | Paris - Caen                          | 215     | Serafino Biagioni | Serafino Biagioni         |
| 6ª    | Caen - Rennes                         | 182     | Edouard Muller    | Roger Lévêque             |
| 7ª    | La Guerche - Angers                   | 85 (CR) | Hugo Koblet       | Roger Lévêque             |
| 8ª    | Angers - Limoges                      | 241     | André Rosseel     | Roger Lévêque             |
| 9ª    | Limoges - Clermont-Ferrand            | 236     | Raphaël Géminiani | Roger Lévêque             |
| 10ª   | Clermont-Ferrand - Brive-la-Gaillarde | 216     | Bernardo Ruiz     | Roger Lévêque             |
| 11ª   | Brive-la-Gaillarde - Agen             | 177     | Hugo Koblet       | Roger Lévêque             |
| 12ª   | Agen - Dax                            | 233     | Wim Van Est       | Wim Van Est               |
| 13ª   | Dax - Tarbes                          | 201     | Serafino Biagioni | Gilbert Bauvin            |
| 14ª   | Tarbes - Luchon                       | 178     | Hugo Koblet       | Hugo Koblet               |
| 15ª   | Luchon - Carcassonne                  | 213     | André Rosseel     | Hugo Koblet               |
| 16ª   | Carcassonne - Montpellier             | 192     | Hugo Koblet       | Hugo Koblet               |
| 17ª   | Montpellier - Avinhão                 | 224     | Louison Bobet     | Hugo Koblet               |
| 18ª   | Avinhão - Marselha                    | 173     | Fiorenzo Magni    | Hugo Koblet               |
| 19ª   | Marselha - Gap                        | 208     | Armand Baeyens    | Hugo Koblet               |
| 20ª   | Gap - Briançon                        | 165     | Fausto Coppi      | Hugo Koblet               |
| 21ª   | Briançon - Aix-les-Bains              | 201     | Bernardo Ruiz     | Hugo Koblet               |
| 22ª   | Aix-les-Bains - Genebra               | 98 (CR) | Hugo Koblet       | Hugo Koblet               |
| 23ª   | Genebra - Dijon                       | 197     | Germain Derijcke  | Hugo Koblet               |
| 24ª   | Vichy - Paris                         | 354     | Adolphe Deledda   | Hugo Koblet               |

CR = Contra-relógio individual
CRE = Contra-relógio por equipes